# Stadsbrand van Monnickendam (1513)
De stadsbrand van 1513 behoort tot de grootste branden die in Monnickendam plaatsvonden.
Bij deze tweede stadsbrand in Monnickendam brandde de gehele stad af. Alleen de Grote Kerk en 6 huizen bleven gespaard. Na deze tweede grote brand in veertien jaar werd het verboden nog woonhuizen te bouwen met houten tussenmuren en rieten daken.

## Referentie
- P. van ’t Hof, Het ontstaan en de geschiedenis van Waterland en Monnickendam, cursus ten behoeve van de stadsgidsen van de Vereniging Oud Monnickendam, inleiding, 2004, downloadbaar van www.oudmonnickendam.nl.